# Sprotni slovar slovenskega jezika
Sprotni slovar slovenskega jezika (SSSJ) je  rastoči popis novega živega, a še neuslovarjega besedja v slovenskem jeziku. Zajete so besede, katerega rabo v zadnjih letih potrjuje korpusno gradivo, ter gesla, po katerih so uporabniki v zadnjih letih neuspešno poizvedovali v slovarjih na spletni strani Inštituta za slovenski jezik Frana Ramovša. Slovar lahko sooblikujejo tudi obiskovalci prek družbenih omrežij.
Sprotni slovar slovenskega jezika prikazuje pomenske, slovnične in pragmatične lastnosti novega besedja, ni pa normativni slovar in nima usmerjevalne vloge.

## Besedje
Med drugim prinaša zlasti iz angleščine prevzete besede (npr. glamping, selfness, skike, sup). Nekatere od teh besed nastopajo tudi v podomačeni obliki (npr. selfi), vendar pa večinoma še nimajo domačega ustreznika. Pri teh besedah imajo uporabniki možnost predlagati domače ustreznike, ki jih uporabljajo ali bi jih želeli uporabljati; prav tako se lahko do že obstoječih predlogov (drugih uporabnikov) tudi opredelijo. Na primer geslo selfi s pomenom »fotografija samega sebe, navadno narejena s prenosnim telefonom, zlasti za objavo na spletu« navaja med drugim naslednje predloge podomačitve: jazček, sebček, sebek, svojček.
Poleg besed, ki v slovarjih slovenščine doslej še niso bile zabeležene (npr. bulgur, dred, falafel, všeček), SSSJ prinaša nekatere nove pomene že uslovarjenega besedja (npr. pri sprehajalec v pomenu »kdor vodi žival, navadno psa, na sprehod«), nove stalne besedne zveze (npr. dopust: dopust za nego in varstvo otroka, kapica: socialna kapica) in frazeologijo (hotel: hotel mama, žoga: na prvo žogo).